# Phyllanthus sellowianus
Phyllantus sellowianus, conhecido popularmente como sarandi ou sarã, é um arbusto da família das Phyllanthaceae. Atinge até 2,5 metros de altura. Possui folhas compridas e flores pequenas e unissexuadas. Os frutos são pequenas cápsulas.

## Etimologia
"Sarandi" se originou do termo tupi sarã'dïb, que significa "longarina sobre a qual deslizam madeiras". "Sarã" se originou do tupi sa'rã.